# 1690-е

## Догађаји и трендови
- 1690. — Прва велика сеоба Срба из крајева јужно од Саве и Дунава под вођством Арсенија III Čarnojevića.
- 1690. — у бици код Сланкамена османској војсци је нанесен одлучујући пораз у Великом турском рату.
- 1690. — основана је Плочица.
- 1692. — суђења вештицама у Салему у Масачусетсу.
- 1692. — земљотрес погодио Порт Ројал на Јамајци и уништио двије трећине града.
- 1693. — земљотрес погодио Сицилију, погинуло је око 60.000 особа.
- 1693. — умро Јан III Собјески, пољски краљ чувен по својој побједи над Турцима и разбијању опсаде Беча 1683. године.
- 1693. — умрла Мери II од Енглеске, краљица Енглеске, Шкотске и Ирске.
- 1693. — Вилијем III од Енглеске постао краљ Енглеске, Шкотске и Ирске.
- 1697. — османско царство је поражена у бици код Сенте.
- 1699. — постигнут мир у Сремским Карловцима, којим је Османско царство изгубило посједе у Централној Европи.
- 1699. — Млетачка република је под притиском Хабзбуршке монархије Османском царству морала вратити територије које је заузела у Херцеговини, у залеђу Дубровника.
- 1699. — Дубровачка република је препустила подручја око данашњег града Неума и Суторине Османском царству, ради стварања тампон зоне према Млетачкој републици. Овај потез ће увелико утјецати на формирање АВНОЈ-евских граница Хрватске односно БиХ.

## Наука
- 1694. — умро Кристијан Хајгенс, холандски астроном, математичар и теоријски физичар.

## Култура
- 1694. — рођен Волтер, француски књижевник, историчар и филозоф.
- 1694. — умро Андрија Змајевић.
- 1695. — умро Жан де Лафонтен, француски пјесник и баснописац.